# Mission: Rohr frei!
Mission: Rohr frei! ist ein Film des US-amerikanischen Regisseurs David S. Ward, in dem Kelsey Grammer, bekannt aus der Fernsehserie Frasier, einen ungewöhnlichen U-Boot-Kapitän spielt.

## Handlung
Korvettenkapitän Tom Dodge ist als begabter, aber oftmals unkonventioneller U-Boot-Offizier bekannt, was das Flottenkommando, insbesondere Konteradmiral Graham, bisher davon abgehalten hat, ihm das Kommando über ein eigenes U-Boot zu geben. Vor die Entscheidung gestellt, Dodge ein eigenes U-Boot oder einen Schreibtischjob zu geben, entschließt sich das Flottenkommando zu einem ungewöhnlichen Schritt: Dodge wird zum Kommandanten der USS Stingray, einem alten, rostigen Diesel-U-Boot der Balao-Klasse aus der Zeit des Zweiten Weltkriegs, ernannt und bekommt den Auftrag, dieses wieder seetüchtig zu machen. Er bekommt eine von Graham persönlich ausgewählte Mannschaft schwieriger Charaktere zugeteilt, die unter anderem aus dem ebenso ehrgeizigen wie cholerischen Ersten Offizier Kapitänleutnant Marty Pascal und dem ersten weiblichen Tauchoffizier der US Navy, Kapitänleutnant Emily Lake, besteht.
Dodge empfindet dieses Kommando als Demütigung und beschwert sich bei Vizeadmiral Winslow, dem Vorgesetzten von Konteradmiral Graham. Winslow erläutert ihm daraufhin den Hintergrund des Kommandos: Aufnahmen von Spionagesatelliten belegen, dass in den russischen Flottenstützpunkten in Petropawlowsk und Wladiwostok die Zahl eingemotteter sowjetischer Diesel-U-Boote ständig sinkt. Vermutlich werden die Boote an Länder wie Libyen oder Iran verschoben. Um beurteilen zu können, ob von diesen U-Booten in einer unkonventionellen Auseinandersetzung eine Gefahr für die US-amerikanischen Flottenstützpunkte ausgeht, wird dieses Kommando als Übung angeordnet. Dabei soll Dodge mit der Stingray einen unbekannten Eindringling simulieren, sich an den US-amerikanischen Atom-U-Booten vorbeimogeln und in die Häfen von Charleston und Norfolk eindringen.
Dodge hat Zweifel an der Durchführbarkeit des Auftrags und erbittet sich für den Erfolgsfall das Kommando über ein Atom-U-Boot. Winslow geht dahingehend auf die Bedingung ein, dass er eine Schiffsattrappe in Norfolk aufstellen lässt und Dodge zwei scharfe Torpedos mitgibt. Dodge bekommt ein neues Kommando indirekt zugesagt für den Fall, dass einer der Torpedos das Zielschiff trifft.
Mit gemischten Gefühlen begibt sich die Mannschaft auf die anscheinend unerfüllbare Mission und muss zunächst die Stingray wieder seetauglich machen. Dodge muss dabei zuerst seine Autorität behaupten, die durch gezielte Indiskretionen von Graham gegenüber der Mannschaft untergraben wurde.
Auf der Fahrt nach Charleston kommt es zu einem ersten Kontakt mit einem Atom-U-Boot, ausgerechnet der USS Orlando unter Leitung von Fregattenkapitän Carl Knox, auf der Dodge unmittelbar vor seinem Stingray-Kommando als Erster Offizier eingesetzt war. Dodge lässt auftauchen und Positionslichter montieren. Dank des schlechten Wetters und des Dieselmotors gelingt es, wie ein Fischkutter auszusehen, die erfolgreich getäuschte Orlando dreht ab und Dodge kann Charleston erreichen.
Graham kann sich mit dem ersten Erfolg von Dodge nicht abfinden und reduziert vorschriftswidrig die Gefechtszone auf die Hälfte. Auf der Fahrt nach Norfolk begegnet die Stingray erneut der Orlando. Dodge ordnet an, das U-Boot auf Grund zu setzen und so das Sonar der Orlando zu täuschen. Lake ist damit etwas überfordert und setzt das U-Boot unsanft auf den felsigen Grund auf. Dadurch wird die Orlando erst recht aufmerksam. Nur die Fähigkeit des Sonartechnikers, Walgeräusche nachzuahmen, rettet die Crew.
Durch seinen unkonventionellen Führungsstil gewinnt Dodge zunehmend den Respekt der Mannschaft, mit Ausnahme von Marty Pascal. Als Dodge sich über die unbefugte Verkleinerung der Gefechtszone durch Graham hinwegsetzt, meutert Pascal, der selbst das Kommando übernehmen möchte. Dodge lässt Pascal über die Planke gehen, doch statt in den Ozean fällt er in ein Netz hilfsbereiter Fischer. Durch das Verlassen der Gefechtszone gilt Dodge als fahnenflüchtig, sodass die Stingray nun auch aus der Luft gesucht wird. Trotzdem schafft es Dodge, auch Norfolk zu erreichen. Graham sieht sich durch den Lauf des Unternehmens so sehr gedemütigt, dass er sich auf die Orlando bringen lässt und dort das Kommando an sich reißt. Zudem lässt er Norfolk mit U-Booten, Sonarbojen, Zerstörern und Aufklärungsflugzeugen abriegeln. Dodge taucht das U-Boot direkt unter einen fahrenden Öltanker und überwindet in dessen Sonarschatten die Barriere. Das gibt ihm genügend Vorsprung vor der Orlando, so dass er nahe genug an die Schiffsattrappe herankommt und seine Torpedos erfolgreich abschießen kann.
Durch sein eigenmächtiges Eingreifen in die Mission verspielt Graham eine anstehende Beförderung, was bei Vizeadmiral Winslow große Genugtuung auslöst. Winslow sichert Dodge das Kommando über ein neues Atom-U-Boot mit neuer Mannschaft zu. Dodge nimmt aber nur unter der Bedingung an, die Crew der Stingray behalten zu dürfen, da sie maßgeblichen Anteil an seinem Erfolg gehabt hat.

## Kritiken
James Berardinelli schrieb auf ReelViews, der Film gehöre zu jenen, die denken, sie seien witziger als sie tatsächlich sind. Er lobte das „entspannte“ Spiel sowie die Leinwandpräsenz von Kelsey Grammer.

„Harmlose Nonsense-Komödie in der Tradition der "Police Academy"-Filme, die bis auf wenige Tiefseeszenen reichlich viel Rost angesetzt hat.“

„Nach halbwegs witzigem Anfang geht's auf Schwindel erregende Tauchfahrt. Fazit: Die Gags gehen meist nach hinten los.“

„Das Drehbuch wurde von Hugh Wilson erdacht, auf dessen Konto auch „Police Academy“ geht. Dementsprechend finden sich typische Gags wie ein übergewichtiger Schiffskoch mit üblen Blähungen und auf das weibliche Besatzungsmitglied gemünzte Anzüglichkeiten, die jedoch weitgehend harmloser Natur sind. Dies geht mit dem locker-flockigen Gesamteindruck Hand in Hand, der in erster Linie auf die sympathische Besetzung zurückzuführen ist und somit eine substantielle Besucherflut abkommandieren sollte.“

## Verschiedenes
- Beide Schiffsnamen sind fiktiv. Die Namen sind jedoch eng angelehnt an den Brauch, dass Boote der Balao-Klasse nach Fischen benannt wurden, Boote der Los-Angeles-Klasse nach US-amerikanischen Städten. Bislang trug noch kein U-Boot der US-Marine den Namen Orlando. Eine USS Stingray (SS-186) existierte, gehörte jedoch einer älteren Klasse aus Mitte der 1930er Jahre an.
- Im Abspann läuft der Song In The Navy von den Village People.
- Gedreht wurde mit der Pampanito, einem im Hafen von San Francisco liegenden Museumsschiff der Balao-Klasse.[5]